# Dave Travis

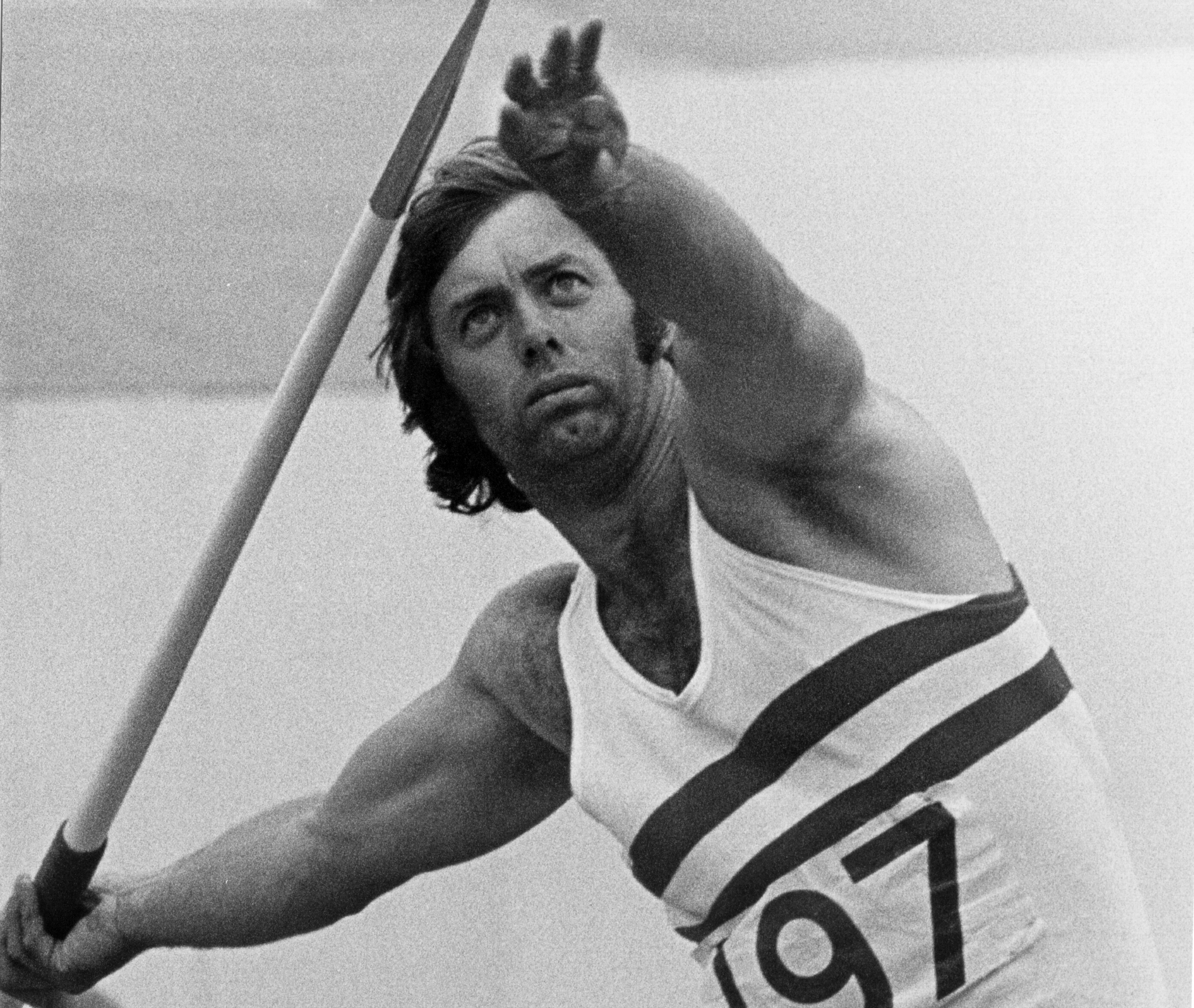
Dave Travis beim Europacup 1975

Dave Travis (eigentlich David Howard Travis; * 9. September 1945 in Twickenham) ist ein ehemaliger britischer Speerwerfer.
1966 wurde er für England startend Sechster bei den British Empire and Commonwealth Games in Kingston, und 1967 siegte er bei der Universiade.
Bei den Olympischen Spielen 1968 in Mexiko-Stadt schied er in der Qualifikation aus, und bei den Europameisterschaften 1969 in Athen wurde er Neunter.
1970 siegte bei den British Commonwealth Games in Edinburgh. Bei den Europameisterschaften 1971 in Helsinki und bei den Olympischen Spielen 1972 in München kam er nicht über die erste Runde hinaus.
1974 gewann er Silber bei den British Commonwealth Games in Christchurch und wurde Elfter bei den Europameisterschaften in Rom.
Siebenmal wurde er Englischer Meister (1965, 1968, 1970–1974). Seine persönliche Bestleistung von 83,44 m stellte er am 2. August 1970 in Zürich auf.